# 에이드리언 패스더
에이드리언 패즈다(Adrian Pasdar, 영어 발음: /ˈpæzdɑːr/, 1965년 4월 30일 ~ )는 미국의 배우이다.

## 출연 작품
- 커밍 쓰루 더 라이 (2015)
- 킹메이커 (2015)
- 아이언맨 & 캡틴 아메리카 (2014)
- 아이언맨 & 헐크 (2013)
- 런 (2013)
- 뮤턴트 둠스데이 (2011)
- 홈 무비 (2008)
- 딕시칙스: 셧업 앤 싱 (2006)
- 세컨핸드 라이온스 (2003)
- 씨멘트 (1999)
- 퍼펙트 겟어웨이 (1998)
- 브라더스 키스 (1997)
- 킬링 타겟 (1997)
- 프로피트 (1996)
- 어머니의 선물 (1995)
- 더 라스트 굿 타임 (1994)
- 더블스 배드 (1994)
- 킬링 박스 (1993)
- 칼리토 (1993)
- 스위치 2 (1992)
- 유혹의 섬 (1991)
- 상해 1920 (1991)
- 로스트 카포네 (1990)
- 인턴 X (1990)
- 나의 사랑 세실리아 (1990)
- 마피아(영어판) (1989)
- 아메리카 퇴조 (1987)
- 죽음의 키스 (1987)
- 황금의 거리 (1986)
- 태양의 전사들 (1986)
- 탑건 (1986)

### 텔레비전
- 더 라잉 게임 시즌1 (2011)
- 터치드 바이 언 엔젤 (1994)
- 히어로즈 (2006)
- 위기의 주부들 (2004)
- 저징 에이미 (1999)